# Franklin Avenue-Botanic Garden
Franklin Avenue-Botanic Garden è una stazione della metropolitana di New York situata all'incrocio tra le linee IRT Eastern Parkway e BMT Franklin Avenue. Nel 2019 è stata utilizzata da 4 999 385 passeggeri. È servita sempre dalle linee 2 e 4 e dalla navetta S Franklin Avenue, dalla linea 3 sempre tranne di notte e dalla linea 5 durante i giorni feriali esclusa la notte.

## Storia
La stazione sulla linea IRT Eastern Parkway fu aperta il 23 agosto 1920, mentre quella sulla linea BMT Franklin Avenue venne inaugurata il 30 settembre 1928. Le due stazioni furono collegate tra di loro nel 1999, in occasione dei lavori di ristrutturazione della stazione della linea Franklin Avenue.

## Strutture e impianti
La stazione della linea IRT Eastern Parkway è posizionata al di sotto di Eastern Parkway, ha due banchine a isola e quattro binari, i due esterni per i treni locali e i due interni per quelli espressi. Il mezzanino è dotato di quattro scale che portano all'incrocio con Franklin Avenue e alla sua estremità ovest si trova il collegamento che porta alla banchina in direzione nord della stazione della linea BMT Franklin Avenue.
La stazione della linea Franklin Avenue è posta per la maggior parte sotto terreni privati, ha due banchine laterali e due binari. Il mezzanino ha una singola uscita che porta su Eastern Parkway.

## Interscambi
La stazione è servita da alcune autolinee gestite da NYCT Bus.
- Fermata autobus